# Laizhou
Laizhou is een stadsarrondissement in de provincie Shandong van China. Laizhou heeft 206.786 inwoners (1999). Laizhou hoort bij de stadsprefectuur Yantai.